# Quabeek
De Quabeek is een korte beek die ten westen van Bingelrade ontspringt en in noordnoordwestelijke richting via het centrum van Jabeek verloopt naar de Roode Beek.
Jabeek ligt in een zogenaamd droogdal. Deze dalen ontstonden in de IJstijd toen met water verzadigd bodemmateriaal zich over de bevroren grond een weg baande naar lager gelegen delen. Toen het ijs smolt werd de bodem in het nieuwe dal waterdoorlatend en bleef slechts een
greppel over die alleen bij regenval water meevoert. Zo ontstond de Quabeeksgrub.
In vroegere tijden vestigde men zich bij voorkeur in de dalen. Deze open ruimten zijn beter geschikt om er huizen te bouwen, vee te weiden en om zich te verplaatsen. Bovendien beschikte men hier over het meeste water. Jabeek en de Quabeeksgrub zijn dus van oudsher met elkaar verbonden, getuige ook de historische boerderijen die men nog steeds langs de Quabeeksgrub aantreft.
De beek wordt ook wel als Quabeeksgrub aangeduid, maar een grub (droogdal) is deze watervoerende beek eigenlijk niet.
In de loop van de 20e eeuw werd de beek in het centrum van Jabeek overkluisd, maar in 2009 werd deze overkluizing weer ongedaan gemaakt zodat de beek opnieuw onderdeel uitmaakt van het historisch centrum.
Het verval van de beek is van ongeveer 75 naar 50 meter over een afstand van 2 kilometer.